# Through the Fire and Flames
"Through the Fire and Flames" pjesma je britanskog power metal sastava DragonForce. Pjesma se smatra najuspješnijom pjesmom sastava. Pjesma je singl te je prva pjesma na DragonForceovu trećem albumu Inhuman Rampage. Također se ističu brze solo dionice na gitari Hermana Lia i Sama Totmana.
Pjesma se također pojavila u nekoliko videoigara. Jedna je od najtežih pjesma igrice Guitar Hero III: Legends of Rock, u kojoj se pojavljuje kao bonus traka. Pjesma se također pojavila u nekoliko drugih Guitar Hero igara i u konkurentnoj igrici Rock Band 3.

## Videospot
Za spot, pjesma je uređena da traje samo 5 minuta, dok originalna verzija traje skoro 8 minuta.
Tijekom soloa na gitari, kamera se fokusira na Hermana Lia i Sama Totmana, s umetnutim kadrom tko kod svira. Na početku soloa, Li je odsvirao Pac-Mananov zvuk, nakon čega je vibrato s kojim je zvuk napravljen bačen u zrak.
Videspot je postavljen na YouTube kanal sastava i na druge razne kanale, uključujući MTV2, te se prikazivao tijekom nastupa na Ozzfestu 2006.

## Zasluge
DragonForce
- ZP Theart – vokali
- Herman Li – gitara i prateći vokali
- Sam Totman – gitara i prateći vokali
- Vadim Pruzhanov – klavijature i prateći vokali
- Dave Mackintosh – bubnjevi i prateći vokali
- Adrian Lambert – bas-gitara

## U videoigrama
- Guitar Hero serija igara.
- DrumMania V6 i GuitarFreaks V6,
- Brütal Legend.
- Epic Battle Fantasys 1, 2, i 3
- ATV Offroad Fury Pro.